# Pseudocuphosis tristis
Pseudocuphosis tristis là một loài bọ cánh cứng trong họ Melandryidae. Loài này được Nikitsky miêu tả khoa học năm 2002.